# Helmut Floeth
Helmut Stefan Floeth (ur. 14 lutego 1936) – polski działacz państwowy, menedżer i dyplomata, podsekretarz stanu w Ministerstwie Handlu Zagranicznego (1986–1987) i Ministerstwie Współpracy Gospodarczej z Zagranicą (1987–1988).

## Życiorys
Absolwent Wydziału Handlu Zagranicznego Szkoły Głównej Planowania i Statystyki. W latach 1959–1966 zatrudniony w Przedsiębiorstwie Handlu Zagranicznego, następnie od 1966 do 1993 pracował w resortach związanych z międzynarodową współpracą gospodarczą. Był podsekretarzem stanu w Ministerstwie Handlu Zagranicznego (styczeń 1986–październik 1987), a po jego przekształceniu w Ministerstwie Współpracy Gospodarczej z Zagranicą (październik 1987–grudzień 1988). Był ponadto radcą handlowym w placówkach dyplomatycznych w Berlinie (radca handlowy w Polskiej Misji Wojskowej w Berlinie Zachodnim, ok. 1979) oraz Kolonii. W III RP związał się z koncernem Mostostal, od 1993 do 1995 zatrudniony na stanowisku dyrektora spółki Mostostal-Handel w Kolonii, następnie od 1995 do 1999 doradca Mostostal-Export. Zasiadał w radach nadzorczych oraz zarządach różnych spółek z branży inwestycyjnej i produkcyjnej.

## Odznaczenia
W 2001 odznaczony Krzyżem Oficerskim Orderu Odrodzenia Polski za wybitne zasługi dla rozwoju budownictwa, za osiągnięcia w zarządzaniu jednostkami gospodarczymi.